# São Paulo Challenger 4 1991
Il São Paulo Challenger 4 1991 è stato un torneo di tennis facente parte della categoria ATP Challenger Series nell'ambito dell'ATP Challenger Series 1991. Il torneo si è giocato a San Paolo in Brasile dal 14 al 20 ottobre 1991 su campi in terra rossa.

## Vincitori

### Singolare
Jaime Oncins ha battuto in finale  Fernando Roese con il punteggio di 6–4, 6–4

### Doppio
Luiz Mattar /  Jaime Oncins hanno battuto in finale  Juan-Ignacio Garat /  Marcelo Saliola con il punteggio di 6–4, 6–4